# Erik Bladström
Bror Erik Alvar Bladström (Västervik, 29 marzo 1918 – Västervik, 21 maggio 1998) è stato un canoista svedese.

## Palmarès
- Giochi olimpici

Berlino 1936: oro nell'F2 10000 metri.
- Mondiali

Vaxholm 1938: argento nell'F2 10000 metri.